# ريما (فلم)
ريما، فيلم تشويق وإثارة مصري من إنتاج عام 2020، الفيلم من إخراج معتز حسام، وتأليف أحمد أنور، وإنتاج عمرو طنطاوي، ومن بطولة مايا نصري، ومحمد ثروت، وريم عبد القادر، وإيهاب فهمي، وفراس سعيد.

## ملخص القصة
في إطار تشويقي، تدور أحداث الفيلم حول فتاة صغيرة لديها القدرة على معرفة الأحداث قبل وقوعها فهل هذه الحاسة المميزة التي تمتلكها ستكون نقمة أم نعمة على من حولها؟

## طاقم التمثيل
- مايا نصري
- محمد ثروت
- ريم عبد القادر
- إيهاب فهمي
- فراس سعيد
- أحمد إمام
- هالة فاخر
- آية سليم
- محمد عادل
- عبدالحميد العوام
- منى جمال
- مها نصار
- علاء مرسي
- بيومي فؤاد
- أحمد فتحي (ممثل)

## الإنتاج
- كتب أحمد أنور قصة وسيناريو الفيلم، وكان الفيلم من إخراج معتز حسام. المنتج عمرو طنطاوي.[7]

## وصلات خارجية
طاقم العمل: فيلم - ريما - 2020